# Calo Scott
Calo Scott, né le 11 mars 1920 et mort le 9 mai 1998, est un violoncelliste de jazz cubano-américain.
C'est l'un des premiers violoncelliste de jazz, révélé par son travail avec le saxophoniste de Gerry Mulligan dans les années 1950. Il a également joué avec Ahmed Abdul Malik, Gato Barbieri ou encore John Handy. Il est aussi actif sur la scène artistique du Lower East Side de New York, collaborant avec la danseuse et chorégraphe Mary McKay, le plasticien Aldo Tambellini (en) et la réalisatrice Cassandra Einstein.

## Biographie

### Jeunesse
Calo Scott naît à Camagüey à Cuba, ses parents s'installent aux États-Unis alors qu'il est âgé de deux ans.
Il étudie le piano à sept ans, puis le saxophone alors qu'il est adolescent, et commence à travailler en 1949 dans un orchestre militaire.

### Carrière au violoncelle
Au début des années 1950, on lui diagnostique une cardiopathie rhumatismale : obligé d'abandonner le saxophone, il se met à jouer du violoncelle.
Dans le milieu des années 1950, il joue à New York, notamment au sein du quatuor de jazz de Vinnie Burke, avec lequel il enregistre en 1957. Il accompagne également Gerry Mulligan (1958), Mal Waldron (1958), Ahmed Abdul Malik (1961-1962).
Calo Scott collabore régulièrement avec sa compagne, la danseuse et chorégraphe Mary McKay. Il joue à plusieurs reprises avec le plasticien Aldo Tambellini (en) en 1966, 1967 et 1968. Il collabore également avec la réalisatrice Cassandra Einstein, jouant la bande originale du film Kali et apparaissant dans Undine.

### Rtraite
Vers 1973, après une attaque, il prend sa retraite et s'installe avec Mary McKay à Middlesex (Vermont).

## Style
Le saxophoniste Steve Lacy le décrit comme « un très bon violoncelliste. […] Il jouait pizzicato, comme un contrebassiste, et sonnait comme Jimmy Blanton ».
Pour le contrebassiste Norris Jones (Sirone), « son jeu ressemblait à celui d'un cuivre. Son phrasé ne ressemblait pas du tout à du violoncelle ».

## Discographie

### AvecAhmed Abdul Malik
- 1961 : The Music of Ahmed Abdul-Malik (en) (New Jazz)
- 1962 : Sounds of Africa (en) (New Jazz)

### AvecArchie Shepp
- 1971 : Things Have Got to Change (en) (Impulse!)
- 1972 : Attica Blues (Impulse!)
- 2006 : The Impulse Story (Impulse!)

### Avec Marc Levin
- 1968 : The Dragon Suite (Savoy Records)
- 1973 : Songs Dances And Prayers (Sweet Dragon)

### Autres collaborations
- 1957 : Vinnie Burke, Vinnie Burke's String Jazz Quartet (ABC-Paramount)
- 1958 : Gerry Mulligan, The Gerry Mulligan Songbook (en) (World Pacific)
- 1958 : Mal Waldron, Mal/3: Sounds (en) (Prestige)
- 1967 : Gato Barbieri Quartet, In Search Of The Mystery (ESP Disk)
- 1971 : Carla Bley, Paul Haines, Escalator over the Hill (JCOA)
- 1974 : Charles Rouse, Two Is One (en) (Strata-East)
- 1994 : artistes divers (dans le groupe de Charles Rouse), Soul Jazz Love Strata-East (Soul Jazz Records)
- 2009 : John Handy, Mosaic Select (Mosaic Records)